# ماهر عبدالرشید
ارتشبد ماهر عبدالرشید یکی از افسران  نیروهای مسلح عراق در جنگ با ایران بود. وی همچنین پدر همسر قصی، پسر کوچک‌تر صدام بود. رشید در طول جنگ ایران و عراق به شهرت رسید و به‌عنوان یکی از بهترین ژنرال‌های صدام شناخته می‌شد. او پس از بازنشستگی اجباری در سال ۱۹۸۳ به‌عنوان رئیس ستاد عراقی‌ها خدمت کرد. رشید همچنین نقش برجسته‌ای در کمک به عراق برای بازپس‌گیری ابتکار عمل خود در طول جنگ ایفا کرد اما رعد الحمدانی از او با عنوان «یکی از احمق‌ترین ژنرال‌های ارتش عراق» یاد می‌کند.

## زندگی‌نامه
ارتشبد ماهر عبدالرشید سال ۱۹۴۲ در تکریت به دنیا آمد و پس از پایان دورهٔ تحصیلات به دانشکده افسری راه یافت. او مسؤول شعبهٔ پنجم ادارهٔ اطلاعات ارتش بود. بعد، افسر ستاد در سازمان امنیت شد که بعد از یک افتضاح جنسی در دفتر کارش با یکی از خوانندگان زن که هم‌زمان با برپایی جشن‌های ۷ آوریل سالگرد تأسیس حزب بعث بود، به فرماندهی تیپ ۱۲ زرهی موسوم به ابن ولید رسید. پس از آن فرماندهی لشکر پنج مکانیزه را به عهده گرفت. او فرماندهی سپاه سوم و هفتم و همچنین فرماندهی یکی از سه محور مهم را پیش از بازپس‌گیری فاو به عهده داشت.

## جنگ ایران و عراق

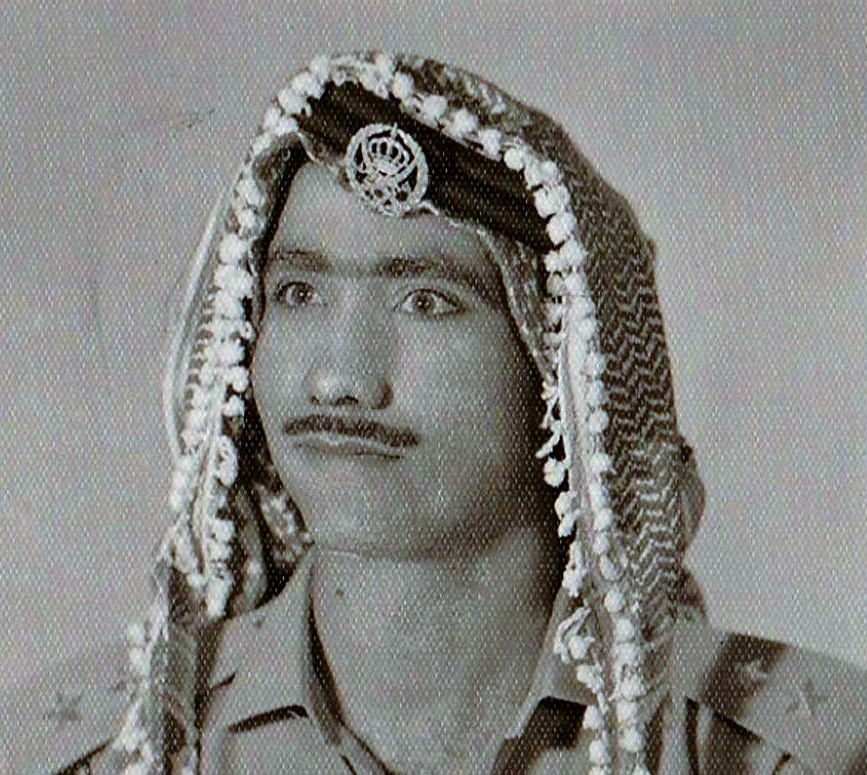
سرهنگ دوم عراقی ماهر عبدالرشید به عنوان ستوان یکم به ارتش عربی اردن اعزام شد و به ویژه در سال ۱۹۶۷ چفیه، عقال و نشان هاشمی ارتش اردن را بر سر داشت.

تلفات زیاد عراق در طول جنگ با ایران تقریباً منجر به شورشی به رهبری رشید، پدرزن پسر دوم صدام حسین شد. رشید ضمن انتقاد علنی از صدام، مدعی شد که بسیاری از تلفات نیروهای عراقی، ناشی از دخالت‌های صدام در امور نظامی بوده‌است. صدام به‌دلیل انتقادات عمومی او و عدم خروج نیروهای ایرانی از فاو پس از نبرد اول فاو دستور بازگشت او را به بغداد صادر کرد. افسران او با آگاهی از این‌که دستور بازگشت به بغداد احتمالاً حکم اعدام وی را به همراه دارد، به صدام هشدار دادند که اگر برای رشید اتفاقی بیفتد، شورش خواهند کرد. این رویارویی، منجر به استقلال بیشتر نظامیان و کاهش دخالت رهبری حزب بعث در مسائل نظامی شد. اندکی بعد، نیروی هوایی عراق بار دیگر برتری هوایی را در مقابل ایران برقرار کرد.
در تاریخ شفاهی جنگ ایران و عراق خاطرات زیادی از بی‌رحمی‌های ماهر عبدالرشید ثبت شده است. از جمله عبدالعظیم الشکرچی فرمانده گردان یکم تیپ 419 عراق در خرمشهر می‌‌گوید: در عملیات باز پس گیری خرمشهر توسط ایرانی ها، ماهر عبدالرشید، فرماندهی عملیات در این محور را به عهده داشت و من شخصاً این دستور را از زبان او شنیدم. قضیه به این صورت بود که فرمانده تیپ 24 با ماهر عبدالرشید تماسی گرفت و گفت: «قربان! زخمی‌های زیادی در منطقه، نقش زمین شده‌اند و ما می‌خواهیم ابتدا آنان را تخلیه کنیم، پس از آنکه راه باز شد، تانک‌ها را به جلو حرکت دهیم.» ماهر عبدالرشید گفت: «نیازی به تخلیه مجروحان نیست.» بلافاصله فرمانده تیپ پاسخ داد: «ولی قربان، وجود آنان باعث کندی حرکت زره پوش‌های ما می‌شود.» ماهر عبدالرشید گفت: «با تانک‌ها و زره پوش‌ها به جلو حرکت کرده از روی اجساد عبور کنید! این دستوری است که باید آن را از جانب صدام حسین تلقی کنید!»
ماهر عبدالرشید پس از پایان جنگ ایران و عراق در پی تلاش صدام برای کاهش قدرت ژنرال‌هایی که در سال‌های جنگ تأثیرگذار بودند و به منظور جلوگیری از هرگونه کودتای احتمالی، تحت حصر خانگی قرار گرفت.

## خیزش‌های ۱۹۹۱
پس از جنگ خلیج فارس، در سال ۱۹۹۱ عراق موجی از اعتراضات و قیام‌ها را تجربه کرد و در پی آن، صدام از رشید خواست تا به سرکوب قیام مردم علیه دولت بعث عراق، به وی کمک کند.

## حملهٔ نیروهای ائتلاف و اشغال عراق
رشید در آستانهٔ حمله به عراق در سال ۲۰۰۳ با تصمیم صدام، فرماندهی جبههٔ جنوبی نیروهای مسلح عراق را به عهده داشت. صدام همچنین او را به‌عنوان ناظر عمومی سپاه سوم، چهارم و هفتم ارتش عراق منصوب کرد. پس از سقوط دولت عراق، رشید ناپدید شد و در ژوئیهٔ ۲۰۰۳ در تکریت دستگیر شد و مدت پنج سال را در زندان گذراند. او پس از آزادی از زندان در سال ۲۰۰۸، به تکریت بازگشت و در مزرعهٔ خود در نزدیکی تکریت زندگی کرد.

## مرگ
ماهر عبدالرشید در تاریخ ۲۹ ژوئن ۲۰۱۴ دو ماه پس از سکته مغزی در بیمارستانی در سلیمانیه واقع در کردستان عراق درگذشت.

## زندگی شخصی
رشید یک مسلمان سنی اهل تکریت و همچنین از دوستان نزدیک صدام حسین بود و هر دو نیز از قبیلهٔ آل بو ناصر بودند. در سال ۱۹۸۵ دختر او سحر با قصی پسر صدام حسین ازدواج کرد. رشید قول داده بود شبه‌جزیرهٔ فاو را در جنگ ایران و عراق آزاد کند و دخترش را به قصی پسر صدام پیشکش کرده بود تا یقین خود را از این موضوع، نشان دهد. با اینحال فهرست ضربه‌های وارد شده بر پیکر ارتش عراق در فاو را به سادگی نمی‌توان تهیه کرد. سپاه هفتم عراق، کاملا متلاشی شد و کسی از سرنوشت فرمانده این سپاه، سرلشکر ستاد شوکت احمد عطاء‌ الجرشی، به همراه تعداد زیادی از افسرانش خبر ندارد. در هم کوبیده شدن گارد ریاست جمهوری در نخلستان های فاو، عراقی‌ها را در بهت و سوگواری‌های گسترده فرو برد و صدام در چنین شرایطی ازدواج پسرش را با دختر ماهر عبدالرشید اعلام کرد. در حالی که توپ‌ها و تانک‌ها برای لحظه‌ای در فاو از غرش نمی‌افتاد‎، تمام امکانات عراق برای برپایی مراسم ازدواج پسر صدام بسیج شد. کارت‌های دعوت عروسی که زیبا و نادر بود، ‌میان سران و رجال حزب بعث توزیع شد. آنان در کارت دعوت خواندند: «زن اول عراق،‌ ساجده خیراله، ‌ازدواج پسرش قصی را با دختر آقای ماهر عبدالرشید جشن می گیرد». شیرینی‌ها و کیک‌های این مراسم با یک پرواز ویژه از فرانسه به بغداد آورده شد. سرتیپ ستاد، عبداله شاهد فیصل در این باره می‌گوید: من در جشن ازدواج در باشگاه شکار حاضر بودم. در تمام عمرم چنین ریخت و پاشی ندیده بودم. ساجده با لبخندی به تبریک مدعوین پاسخ می‌داد. این ازدواج در روزهایی صورت می‌گرفت که مردم عراق تابوت جوانانشان را روی شانه‌ها به سوی گورستان می‌بردند. آن‌ها سه فرزند داشتند اما بعداً طلاق گرفتند.